# Sandro Giglio
Sandro Giglio (* 9. Mai 1900 in Italien; † Juni 1979) war ein italienischer Schauspieler.

## Leben
Giglio begann seine Karriere in den 1950ern. Seine erste Filmrolle war 1951 im Film Strictly Dishonorable. Danach folgten weitere bekannte Auftritte. Zwei seiner bekanntesten Filme waren Der jüngste Tag und Kampf der Welten. Weitere Filme waren Mörder ohne Maske, Die tätowierte Rose und Tokio-Story. Giglios letzte Filmrolle war 1962 im Film Der Löwe von Sparta.
Obwohl Giglio Italiener war, spielte er hauptsächlich in britischen und amerikanischen Filmen mit. Der einzige italienische Film von Giglio war Serenade einer großen Liebe / Der Sänger von Capri.

## Filmografie (Auswahl)
- 1951: Strictly Dishonorable
- 1951: Der jüngste Tag (When worlds collide)
- 1951: Ein Held für zwei Stunden (Saturday’s Hero)
- 1952: Budapest antwortet nicht (Assignment – Paris!)
- 1952: Die schwarze Isabell (Captain Pirate)
- 1952: Holiday for Sinners
- 1953: Kampf der Welten (The War of the Worlds)
- 1953: Mörder ohne Maske (Second Chance)
- 1953: Gun Job
- 1955: Die tätowierte Rose (The Rose Tattoo)
- 1955: Tokio-Story (House of Bamboo)
- 1957: Jagd durch Havanna (The Big Boodle)
- 1959: Serenade einer großen Liebe (For the first time)
- 1962: Der Löwe von Sparta (The 300 Spartans)